# Mìn chống tăng

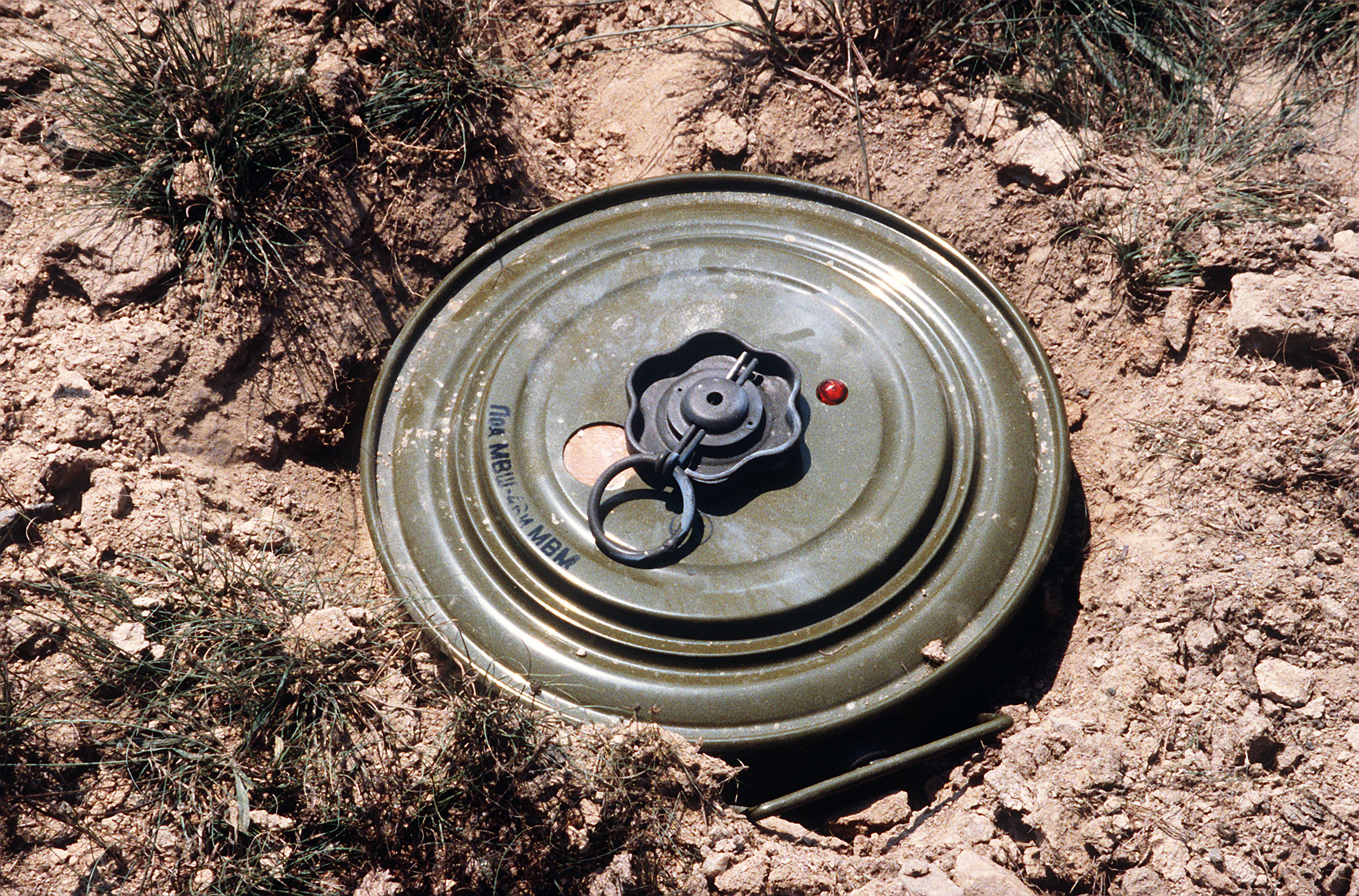
Mìn TM-46 chống tăng của Nga.

Mìn chống tăng là một loại mìn được thiết kế để làm hư hỏng hay phá huỷ các phương tiện, xe cơ giới như xe tăng, xe bọc thép, thiết giáp.
So với mìn chống người, mìn chống tăng là loại mìn có kích thước lớn hơn, chứa nhiều thuốc nổ hơn. Các ngòi nổ của các loại mìn chống tăng thông thường chỉ bị tác động khi chịu áp lực lớn nên mìn chỉ bị gây nổ bởi các phương tiện cơ giới. Bên cạnh đó, một số loại mìn có khả năng lắp các ngòi nổ phụ có lực gây nổ nhỏ hơn nhằm mục đích gài bẫy các lực lượng dò gỡ, phá, khắc phục mìn.

## Thiết kế
Các mìn chống tăng hiện đại ngày nay ngày càng có nhiều phát triển, được cải tiến hơn so với các loại mìn trước đây. Các đặc điểm cải tiến và phát triển của mìn gồm:
- Sử dụng những loại thuốc nổ có uy lực nổ lớn hơn (các thuốc nổ như Hexogen).
- Sử dụng lượng nổ lõm để tăng hiệu quả xuyên vào vỏ sắt, thép của các xe tăng, xe bọc thép.
- Hệ thống rải mìn phát triển hơn: các mìn chống tăng có thể được rải bằng các xe rải mìn, cũng có thể rải mìn bằng các bom chùm, đạn mẹ.
- Việc kích nổ mìn phát triển hơn, đặc biệt hơn.

Hầu hết các mìn chống tăng hiện đại ngày nay có vỏ làm bằng chất dẻo để tránh việc bị phát hiện.

## Các loại mìn chống tăng

### Mìn chống tăng hạng nặng vỏ thép
Mìn chống tăng hạng nặng vỏ thép thường có kích thước lớn, năng lượng xuyên được hình thành chủ bởi các loại thuốc nổ mạnh với khối lượng lớn. Năng lượng này đẩy một lượng lớn thép từ vỏ mìn với tốc độ đủ lớn để xuyên thủng các vỏ giáp của xe tăng hay xe bọc thép. 

### Mìn chống tăng hạng nặng vỏ nhựa
Mìn loại này có kích thước lớn, có vỏ làm bằng nhựa, chứa nhiều thuốc nổ. Các loại mìn này rất khó phát hiện bằng các máy dò mìn. 

## Biện pháp đối phó

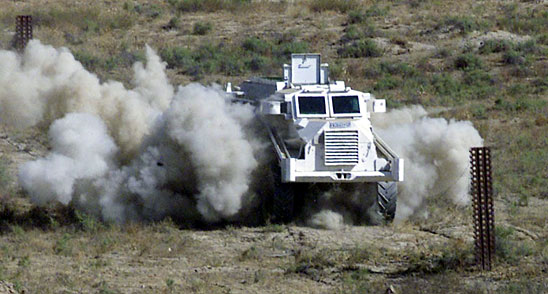
Caspir Personnel Carrier